# The Third Wave
The Third Wave war ein Sozialexperiment, um vor der Anziehungskraft faschistischer Bewegungen zu warnen. Es wurde im April 1967 vom Geschichtslehrer Ron Jones (* 1941) mit Schülern an der Cubberley High School in Palo Alto im US-Bundesstaat Kalifornien durchgeführt.

## Vorgeschichte
Ron Jones begann 1966 als Geschichtslehrer und Basketballcoach an der Cubberley High School, nachdem er in Stanford Pädagogik und internationale Beziehungen studiert hatte. Er unterrichtete dabei unter anderem eine Klasse von größtenteils 15-jährigen Zehntklässlern in Zeitgeschichte. Auslöser des Experiments waren Fragen der Klasse zu einer Unterrichtsstunde über den Nationalsozialismus, die Jones nicht beantworten konnte. Zwei der Fragen lauteten: „Wie konnten die Deutschen behaupten, nichts von der Judenvernichtung gewusst zu haben?“ und „Wie konnten Dorfbewohner, Bahnangestellte, Lehrer, Ärzte behaupten, sie hätten nichts von dem Grauen in den Konzentrationslagern gewusst?“ Da die Klasse im Lehrplan bereits weit genug fortgeschritten war, entschied sich Jones, eine Woche für die Beantwortung dieser Fragen durch ein Experiment aufzuwenden.

## Ablauf
Der genaue zeitliche Ablauf des Experimentes ist aufgrund widersprüchlicher Quellen schwierig zu rekonstruieren. Laut einer Ausgabe der Schülerzeitung vom 21. April 1967 endete das Experiment am Mittwoch, dem 5. April 1967. Jones selber spricht in einem neun Jahre später verfassten Artikel von einer Dauer von fünf Tagen, beginnend an einem Montag. Am Experiment nahmen drei Geschichtsklassen von Jones teil, was etwa 90 Schülern entspricht. Bis zum Ende wuchs diese Zahl auf etwa 200 Schüler, die bei der Schlussveranstaltung anwesend waren.
Die Schüler wurden in dem Experiment als The Third Wave („Die Dritte Welle“) organisiert, bekamen Rollen zugeteilt und wurden Einschränkungen unterworfen; Verhaltensnormen wurden aufgestellt und streng durchgesetzt. Aufgeschreckt durch die Leichtigkeit, mit der die Schüler sich vereinnahmen und manipulieren ließen, brach Jones das Experiment abrupt ab, indem er in einer Schulversammlung den begeisterten Anhängern der „Dritten Welle“ einen direkten Vergleich mit Jugendorganisationen im nationalsozialistischen Deutschland vorführte.

### Tag 1
Am ersten Tag des Experiments behandelte Jones das Thema Disziplin. Nach einem Vortrag über die Vorteile von (Selbst-)Disziplin führte er in der Klasse eine neue Sitzposition ein. Die Schüler mussten sich aufrecht hinsetzen, die Füße flach auf den Boden stellen und die Hände flach im Hohlkreuz positionieren. Er trainierte diese Sitzposition, indem er die Schüler durchs Klassenzimmer gehen ließ und dann das schnellstmögliche Einnehmen der Sitzposition verlangte. Es folgten weitere Drills, mit denen er die Sitzposition perfektionierte und Gespräche zwischen den Schülern unterband. Am Ende dieser Übungen konnte die Klasse innerhalb von fünf Sekunden von einer stehenden Position außerhalb des Klassenzimmers in die eingeübte Sitzposition wechseln.
Danach führte Jones einige neue Regeln ein. So mussten die Schüler von nun an zur Beantwortung oder zum Stellen von Fragen aufstehen, sich neben dem Tisch hinstellen und die Frage oder Antwort mit Mr. Jones beginnen. Auch dieses Verhalten übte er mit den Schülern, wobei er zusätzlich verlangte, dass Antworten nur noch aus drei oder weniger Wörtern zu bestehen hatten. Jones war überrascht von den positiven Auswirkungen der neuen Regeln. So verteilten sich zum Beispiel Fragen und Antworten gleichmäßig in der Klasse – ohne eine übermäßige Beteiligung Einzelner.

### Tag 2
Als Jones am zweiten Tag das Schulzimmer betrat, fand er die ganze Klasse bereits ruhig und wie eingeübt sitzend vor. Daraufhin schrieb er an die Tafel STRENGTH THROUGH DISCIPLINE („Stärke durch Disziplin“) und STRENGTH THROUGH COMMUNITY („Stärke durch Gemeinschaft“), die zwei Leitgedanken des Experiments. Er beschrieb den Schülern durch einen Vortrag die positiven Folgen eines starken Gemeinschaftssinns. Um dies für die Schüler erlebbar zu machen, ließ er die Klasse in verschiedenen Konstellationen die beiden Leitgedanken aufsagen.
Am Ende der Stunde stellte Jones der Klasse eine neue Grußbewegung vor, wobei die gekrümmte rechte Hand zur linken Schulter geführt wurde. Er nannte diese Bewegung den Gruß der Dritten Welle, da die Handstellung einer Welle vor dem Brechen ähnelte und die Dritte Welle einer Gruppe normalerweise die größte und letzte ist. Eine Verbindung der Zahl zum Dritten Reich wird von ihm nicht erwähnt.

### Tag 3
Jones gab am dritten Tag den Schülern die Möglichkeit, das Experiment abzubrechen, die aber niemand wahrnahm. Daraufhin verteilte er Mitgliedskarten für die Bewegung The Third Wave („Die Dritte Welle“). Einzelne dieser Mitgliedskarten waren mit einem roten X versehen; diese Schüler hatten die Aufgabe, andere zu melden, die sich nicht an die von Jones aufgestellten Regeln hielten. Sein zentrales Thema dieser Stunde war das gemeinschaftliche Handeln. Er erinnerte die Schüler daran, wie viel Schmerz und Erniedrigung die Konkurrenzsituation in normalen Klassen mit sich brachte. Der Konkurrenzkampf war zu dieser Zeit an der Schule besonders hoch, da nur gute Noten einen Übertritt an die Universität und damit eine Befreiung vom Militärdienst im Vietnamkrieg garantierten. Die Schüler äußerten daraufhin ihre Begeisterung für die neue Unterrichtsstruktur. Auch die Hausaufgaben wurden laut Jones in dieser Zeit deutlich besser gelöst als zuvor.
Jones gab nun jedem Schüler eine spezifische Aufgabe, so zum Beispiel ein Banner für die Bewegung zu kreieren, Nichtmitglieder daran zu hindern, das Klassenzimmer zu betreten, Name und Adresse jedes Mitglieds auswendig aufsagen zu können oder 20 Kinder der nahe gelegenen Grundschule von der Sitzposition zu überzeugen. Zu diesem Zeitpunkt gab er den Schülern auch die Möglichkeit, einzelne ihrer Freunde, die sie als vertrauenswürdig einschätzten, für die Bewegung zu gewinnen. Neue Mitglieder bekamen eine Mitgliedskarte und mussten vor Jones ihr Wissen um die Regeln der Gemeinschaft demonstrieren und schwören, diesen Regeln Folge zu leisten.
Die Begeisterung für die Dritte Welle an der Schule wuchs. So grüßte der Schulleiter Jones bei einer Sitzung mit dem Wellengruß, und Plakate wurden aufgehängt. Die Schüler, auch solche ohne rotes X, begannen Schüler, die der Bewegung kritisch gegenüberstanden, zu denunzieren. Drei, laut Jones eher leistungsstarke Schülerinnen, erzählten ihren Eltern von dem Experiment. Den besorgten Rabbiner eines Elternteils konnte Jones in einem Telefonat beschwichtigen. Am Nachmittag kündigte ein Schüler Jones an, von nun an als Bodyguard für seine persönliche Sicherheit zu sorgen.
Jones war am Abend in seiner Bewertung unentschlossen. Einerseits integrierte die Dritte Welle viele vorherige Außenseiter, andererseits war er sich des Mobbings von Nichtmitgliedern der Dritten Welle durch Mitglieder bewusst.

### Tag 4
Mit der zunehmenden Dauer des Versuchs mehrten sich die Zweifel in Jones. Nicht nur befürchtete er negative Auswirkungen für seine Schüler, sondern er bemerkte auch, dass für ihn selbst die Grenzen zwischen dem Sich-als-Diktator-Geben und dem Diktator-Sein zu verschwinden begannen. Er wollte aber das Experiment nicht Knall auf Fall beenden, da er negative Auswirkungen auf die Psyche einzelner Schüler befürchtete. In der Nacht auf den vierten Versuchstag brach der Vater eines Schülers in das Schulzimmer ein und durchwühlte es. Von Jones am Morgen an der Tür aufgefunden, erklärte er sich durch seine Vergangenheit als Veteran des Zweiten Weltkriegs.
Am vierten Tag stellte Jones Stolz ins Zentrum seiner Lektion. Zudem erzählte er den Schülern, sie seien Teil einer landesweiten Bewegung von Schülern, die von ihren Lehrern rekrutiert und trainiert worden seien, um einen politischen Wechsel herbeizuführen. Er bat die drei Schülerinnen, die sich kritisch über das Experiment geäußert hatten, das Klassenzimmer zu verlassen, und ließ sie in die Bibliothek eskortieren. Danach verkündete er für den Mittag des folgenden Tages eine Zusammenkunft aller lokalen Mitglieder der Dritten Welle. Bei diesem Treffen sollte ein nationaler Präsidentschaftskandidat das Programm der Bewegung verkünden. Jones bestand darauf, dass nur Mitglieder am Treffen teilnahmen.

### Tag 5
Freunde von Jones gaben sich als Fotografen und Journalisten aus, um dem Anlass mehr Bedeutung zu verleihen. Am Anfang der Zusammenkunft ließ er die Schüler mehrmals den Gruß der Welle vorführen und das Motto „Stärke durch Disziplin“ wiederholen. Danach schaltete er den Fernsehbildschirm an der Stirnseite des Raumes ein, ohne dass darauf das erwartete Bild eines Anführers der Bewegung erschien. Nach mehreren Minuten brüllte ein Schüler durch den Raum: “There isn’t any leader, is there?” („Es gibt keinen Anführer, nicht wahr?“). Jones stellte nun den Fernseher ab und erklärte den Schülern, wie er sie manipuliert hatte und dass die nationale Bewegung nur eine Erfindung seinerseits war. Auf einem Filmprojektor zeigte er Bildmaterial vom Reichsparteitag und andere Szenen aus dem Dritten Reich, um den Schülern die Parallelen zwischen ihren Verhaltensweisen und denen der Bevölkerung des Dritten Reiches zu verdeutlichen.

## Mediale und künstlerische Umsetzung
- 1972 entstand ein kurzer Artikel von Jones unter dem Titel The Third Wave.
- 1981 entstand für das US-Fernsehen der Film Die Welle.
- Ebenfalls 1981 verarbeitete Morton Rhue das Drehbuch des Films zum gleichnamigen Roman (engl. The Third Wave. No Substitute for Madness: A Teacher, His Kids, and the Lessons of Real Life). Die deutsche Übersetzung von Hans-Georg Noack erschien 1984 unter dem Titel Die Welle. Bericht über einen Unterrichtsversuch, der zu weit ging.
- Im Jahr 2000 wurde von Margaret Gutmann und Jens Blockwitz ein Musical (Musiktheaterstück) mit dem Namen Die Dritte Welle in Berlin und Potsdam mit der Zustimmung von Jones aufgeführt. Im Frühjahr 2008 wurde das kanadische Musical The Wave in Greiz in Thüringen erstmals auf Deutsch gespielt. Geschrieben wurde es von  Olaf Pyttlik, einem ausgewanderten Deutschen.
- 2008 kam ein Film mit dem Titel Die Welle unter der Regie von Dennis Gansel in die Kinos, der auf der Kurzgeschichte von Ron Jones basiert, die Handlung aber in das moderne Deutschland verlegte. Zu diesem Film erschien ein Roman mit dem Titel Die Welle von der deutschen Schriftstellerin Kerstin Winter.
- Wir sind die Welle ist eine deutschsprachige Jugend-Dramaserie von 2019, die lose auf dem Roman Die Welle von Rhue aus dem Jahr 1981 basiert.
- Das GRIPS-Theater in Berlin greift das Experiment in dem Stück #diewelle auf, das 2020 uraufgeführt wurde und seitdem immer mal wieder gezeigt wird.[7]